# Peperomia lanaoensis
Peperomia lanaoensis är en pepparväxtart som beskrevs av C. Dc.. Peperomia lanaoensis ingår i släktet peperomior, och familjen pepparväxter. Inga underarter finns listade i Catalogue of Life.